# Ellisburg (Nowy Jork)
Ellisburg – miasto w Stanach Zjednoczonych, w stanie Nowy Jork, w hrabstwie Jefferson.